# Alcro

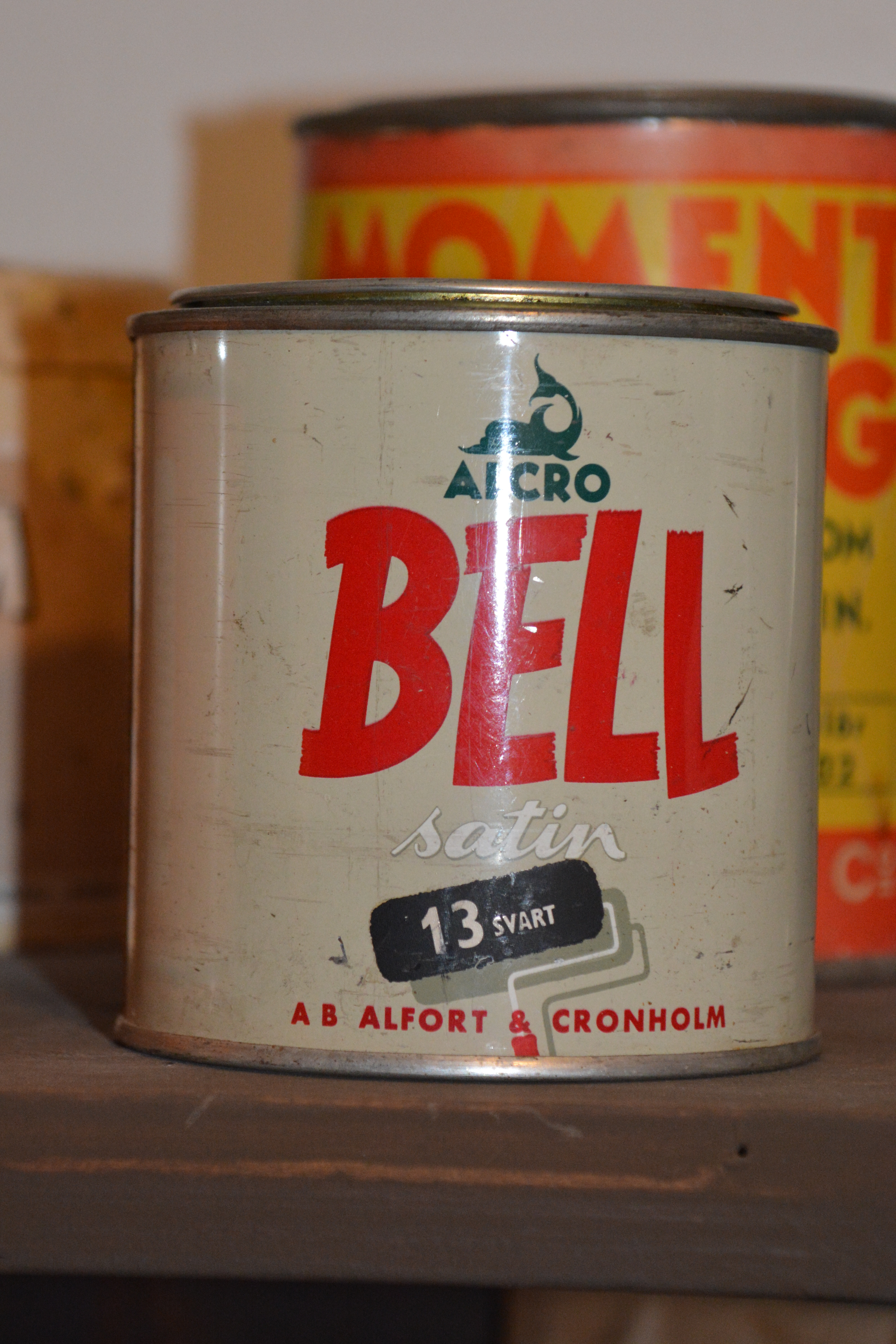
Słoik z farbą Alcro Bell

Alcro (od Alfort & Cronholm) – marka farb i lakierów wywodząca się ze szwedzkiej firmy lakierniczej AB Alfort & Cronholm. Założona w 1906 roku firma została w 1986 roku częścią Alcro-Beckers, które z kolei w 2001 roku zostało kupione przez Tikkurila Oyj i stało się Tikkurila Sweden. 18 grudnia 2020 ogłoszono zgodę na sprzedaż koncernu Tikkurila Oyi amerykańskiemu koncernowi PPG Industries.

## Historia

### Alfort & Cronholm
Firma AB Alfort & Cronholm została założona w 1906 roku przez Johna Mikaela Alforta (1874-1937) i jego teścia Christiana Wilhelma Cronholma (1856-1929) po przejęciu firmy handlującej farbami AB G Wennersten & Co w Sztokholmie.
Firma na Norrlandsgatan 10 rozwinęła się w drugiej dekadzie XX wieku i obejmowała zarówno sprzedaż detaliczną, jak i hurtową farb i różnych produktów handlowych. Delfin, który stał się symbolem firmy w 1924 roku, został stworzony przez austriackiego rysownika. Axel Alfort zdecydował o wyborze delfina jako logo firmy. W 1937 roku Axel Alfort przejął zarządzanie firmą po śmierci ojca.
Alfort & Cronholm rozwijała się stopniowo. Będąc pod silnym wpływem rozwoju biznesu w Stanach Zjednoczonych, firma rozpoczęła kampanię reklamową w 1951 roku pod hasłem „Maluj w sobotę” w kampanii mającej na celu nauczenie, jak łatwo można malować ich sztandarowym produktem – Serwalac. Alfort & Cronholm stała się wiodącym w kraju producentem farb konsumenckich, a tym samym największym konkurentem Beckersa. W tym czasie rozwijała również ogólnokrajową hurtownię pędzli, materiałów eksploatacyjnych i niezbędników do malowania.
Długość kampanii „zrób to sam” sprawiła, że Alcro stało się synonimem tego trendu w Szwecji. W 1961 roku firma z pomocą artysty Martina Ljunga wypuściła reklamie „Det är fult att inte måla” („Brzydko nie malować”), aby zachęcić ludzi do malowania zarówno na zewnątrz, jak i wewnątrz. W 1969 roku Axel Alfort założył sieć sprzedaży detalicznej farb Spektrum z 650 filiami partnerskimi w całej Szwecji, w których Alfort & Cronholm posiadał połowę udziałów. W latach 60. i 70. Alfort & Cronholm i Becker ostro konkurowali, a w 1973 roku połączyli się z producentem farb Klint, Bernhardt & C: o.

### Alcro-Beckers i Tikkurila
W latach 80. farby były przemysłem przetwórczym, który wymagał dużych wolumenów sprzedaży by osiągać zyski. W roku 1986 wraż ze swoim największymi rywalami rynkowi AB Wilh. Beckers, połączyli siły i stworzyli Alcro-Beckers, zachowując obie rywalizujące ze sobą marki Alcro i Beckers. Produckacja była skoncentrowana w Lövholmen w Sztokholmie. W 2001 firma została kupiona przez Tikkurila. W 2008 przeniesiono fabrykę z Lövholmen do Nykvarn a centralę do Hammarby sjöstad. W 2012 Alcro-Beckers AB zmieniło nazwę na Tikkurila Sverige AB i połączyło się z wcześniej utworzoną firmą Tikkurila Industri.

### Tikkurila i PPG Industries
18 grudnia 2020 ogłoszono zgodę na sprzedaż koncernu Tikkurila Oyi amerykańskiemu koncernowi PPG Industries.
Obecnie sprzedaż odbywa się za pośrednictwem specjalistycznych sklepów z farbami dla konsumentów, głównie Colorama oraz specjalistycznych sklepów farbiarsko-lakierniczych, ze środkami malarskimi i specjalistycznych sklepów dla profesjonalnych malarzy.

## Oś czasu
- 1906: John Mikael Alfort i jego teść Christian Wilhelm Cronholm zakładają firmę Alfort & Cronholm, przejmując lakiernię AB G Wennersten & Co na Norrlandsgatan 14 w Sztokholmie.
- 1906–1915: Firma wyrasta ze swej pierwotnej siedziby. Na Norrlandsgatan zakupiono pomieszczenia fabryczne, magazynowe i magazynowe 26 i Skeppargatan 14 i 22.
- 1912: Wydzierżawiono Polhemsgatan 8 do produkcji lakierów i gotowanego oleju lnianego.
- 1915: Zakup Saltmätargatan 7 jako miejsca produkcji, biur i magazynów firmy.
- 1923: Nowa fabryka na Ekbacksvägen w Ulvsunda zostaje oddana do użytku. W tym samym czasie na Polhemsgatan fabryka jest zamknięta.
- 1924: po raz pierwszy delfin zostaje użyty jako znak firmowy firmy Alcro.
- 1930-1939: Wprowadzenie pierwszych marek zrób to sam, Alcro Stugfärg i Servalac.
- 1940-1949: W Ulvsundzie na Johannesfredsvägen oddano do użytku dodatkowe nieruchomości.
- 1950-1966: Wprowadzenie produktów konsumenckich, takich jak Pulvo (1952), Alcro Köksfärg (1957), Alcro I-tak (1958), Alcro Målarfärg (1962) i Alcro Trälack (1966).
- 1954: Wprowadzono farbę lateksową Bell, aby sprostać konkurencji firmy Beckers Spred wprowadzoną w 1951.
- 1964: Alcroskolan rozpoczyna roczne szkolenia dla kierowników sklepów.
- 1965: Fabryka, laboratoria i niektóre biura przenoszą się do nowego zakładu w strefie przemysłowej Ulvsunda w Sztokholmie.
- 1969: Axel Alfort zakłada stowarzyszenie gospodarcze i sieć sprzedaży detalicznej farb Spektrum z 650 sklepami stowarzyszonymi, których do 50% udziałów należy do Alcro.
- 1971: Otwarcie nowego magazynu centralnego w Nykvarn.
- 1973: przejmuje producenta farb Klint, Bernhardt &amp; C:o
- 1985: Hurtownia materiałów dla artystów i hobbystów Dekorima AB staje się wspólną własnością, w równych częściach, z Wilhelmem Beckerem.
- 1986: Działalność działu malowania ścian zostaje połączona z AB Wilh. Becker prowadzi działalność konsumencką i malarską we równorzędnej firmie Alcro-Beckers AB.
- 1988: Beckers staje się jedynym właścicielem Alcro-Beckers.
- 1991: Od przełomu roku cała produkcja jest skoncentrowana w nowym zakładzie w Lövholmen w Sztokholmie. Nykvarn staje się tylko centrum magazynowo-dystrybucyjne.
- 1994: Alcro-Beckers tworzy wraz z Tikkurila Baltic Color z fabrykami w Estonii i na Łotwie.
- 1996: Ukończenie certyfikacji jakości ISO 9001 i certyfikacji środowiskowej ISO 14001.
- 1997: 70% farb Alcro do wnętrz otrzymuje unijne oznakowanie kwiatowe.
- 1999: Wprowadzenie pierwszej kolekcji kolorów Alcro Designers. Alcro-Beckers otrzymuje pierwszą nagrodę za rozwój produktów przyjaznych dla środowiska.
- 2000: Wprowadzenie pierwszej wodorozcieńczalnej glazury do malowania zewnętrznego, Alcro Facade Glaze V.
- 2001: Tikkurila Paints przejmuje 100% udziałów w Alcro-Beckers AB.
- 2002: Marka Tikkurila dla konsumentów i profesjonalnego malowania zostaje wycofana z obrotu w Szwecji.
- 2004: 10 marca ostatni słoik zostaje napełniony białym spirytusem jako rozpuszczalnikiem wyprodukowanym w Lövholmen. Następnie produkowane są tylko farby i glazury na bazie wody.
- 2006: Skanska kupuje działkę o powierzchni 22 000 metrów kwadratowych po dawnej fabryce farb w Lövholmen. Osiemnaście sztuk farb Alcro do wnętrz otrzymało znak jakości Swan i oznakowanie ekologiczne.
- 2007: Oddanie do użytku nowo wybudowanej fabryki sąsiadującej z magazynem centralnym w Nykvarn. Jesienią powstają pierwsze partie testowe.
- 2008: Fabryka w Lövholmen zostaje zamknięta. Produkcja jest w dużej mierze przejęta przez zautomatyzowaną fabrykę w Nykvarn. Biuro przeniesione zostaje do Hammarby Sjöstad.
- 2010: Z okazji dziesiątej rocznicy koncepcji Alcro Designers, holenderski analityk trendów Li Edelkoort zostaje zaproszony do stworzenia kolekcji kolorów.
- 2011: Alcro wypuszcza pierwszą aplikację do kolorowania na smartfony.
- 2020: Ogłoszono zgodę na sprzedaż całości koncernu Tikkurila Oyi amerykańskiemu koncernowi PPG Industries[1].